# Anima (album)
Anima – album studyjny Justyny Steczkowskiej wydany 25 listopada 2014 przez MyMusic Group.

## Lista utworów
| 1.  | "Terra" (muz. Justyna Steczkowska, sł. Katarzyna Nosowska)                                                    | 4:49  |
|     | |       |
| 2.  | "Wybaczcie mnie złej" (muz. Justyna Steczkowska, Jakub Rene Kosik, sł. Julia Włodarczyk)                      | 4:41  |
|     | |       |
| 3.  | "Leć" (muz. Justyna Steczkowska, Bipolar Bears, sł. Izabela Komoszyńska)                                      | 3:38  |
|     | |       |
| 4.  | "Szachmistrz" (muz. Justyna Steczkowska, Bipolar Bears, sł. Izabela Komoszyńska)                              | 4:36  |
|     | |       |
| 5.  | "Pryzmat" (muz. Justyna Steczkowska, Bipolar Bears, sł. Justyna Steczkowska, Michał Pańszczyk)                | 5:43  |
|     | |       |
| 6.  | "Kochankowie syreny" (muz. Justyna Steczkowska, sł. Izabela Komoszyńska)                                      | 4:42  |
|     | |       |
| 7.  | "To co jest Ci dane" (muz. Justyna Steczkowska, Bartosz Hervy, Kuba Mańkowski, sł. Ifi Ude)                   | 4:45  |
|     | |       |
| 8.  | "Nie jestem tym kim byłam" (muz. Justyna Steczkowska, Bartosz Hervy, Kuba Mańkowski, sł. Justyna Steczkowska) | 5:03  |
|     | |       |
| 9.  | "Tam" (muz. Justyna Steczkowska, sł. Michał Pańszczyk)                                                        | 4:30  |
|     | |       |
| 10. | "Anima" (muz. Justyna Steczkowska)                                                                            | 2:40  |
|     | |       |
| 11. | "High Heels" gościnnie: Pati Yang (muz. Justyna Steczkowska, sł. Izabela Komoszyńska)                         | 3:48  |
|     | |       |
|     | | 48:55 |
|     | |       |

## Nagrody i wyróżnienia
- "Okładka Roku" według portalu musicis.pl: 1. miejsce[4]
- "Okładka Roku COVER awARTS 2014" według portalu okladki.net: 2. miejsce[potrzebny przypis]
- Superjedynki: SuperArtystka Roku 2015 KFFP Opole[potrzebny przypis]